# Valdensek
A valdensek (más néven lyoni szegények) egy Provence-ban a 12. század végén, Pierre Valdès által létrehozott, pápa- és egyházellenes vallásfelekezet volt, amely Európa-szerte elterjedt a középkorban.
Valdes gazdag lyoni kereskedő volt, aki teljes vagyonát a szegényeknek adományozta, majd vándorprédikátor lett. Nézeteiben teológiailag nem távolodott el a kereszténységtől, mint az akkor elterjedt más eretnek szekták (a dualista alapelvű katharok, bogumilok), ezzel szemben az egyházszervezet és a világi hatalom ellen lépett fel. 

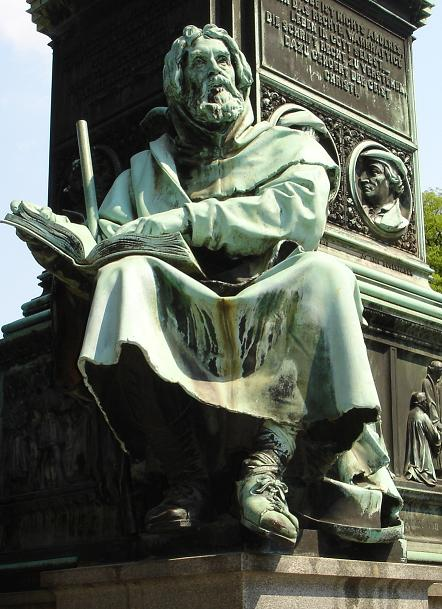
Vald Péter szobra a wormsi Luther-emlékművön

## Történetük

### A kezdetek
Provence, a korabeli Európa egyik legvirágzóbb területe a városi polgárság megerősödésével a feudális viszonyok és az egyház spirituális egyeduralma elleni mozgalmak bölcsője lett a 12. századra. Itt jelent meg a katharok tömegméretű mozgalma.

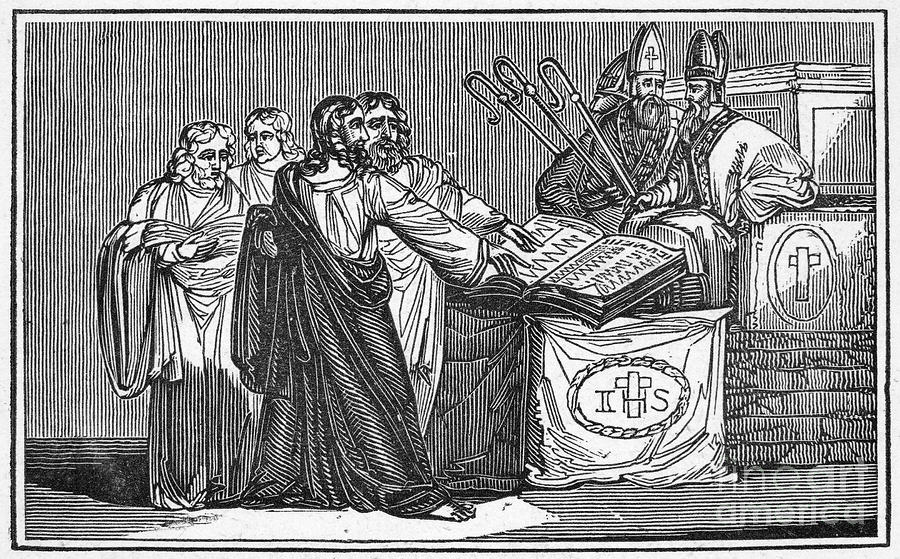
Valdès (Vald Péter) követei 1179 körül Rómában, ahol magyarázzák magukat a Szentírás alapján

Tőlük függetlenül az 1170-es években Pierre Valdès (Vald Péter) spirituális útkeresésében a Szentíráshoz fordult, és egy pap ismerősét, Ansa Istvánt kérte fel, hogy fordítsa nemzeti nyelvre azt (a lyoni Új Testamentumot már 1179-ben említik). A Szentírás olvasásának hatására megtért, elhagyta feleségét, két lányát egy apácazárdára bízta, vagyonának nagyobbik részét szétosztotta a szegények közt, és a nép közé ment a Szentírás igazságait terjeszteni. Nemsokára már volt is néhány követője, akikkel együtt részt akart venni az egyház evangelizáló munkájában, amihez a pápától is engedélyt kért. Küldötteit Rómában kikérdezték, de nem engedték meg nekik a prédikálást.

### Jellemzőik
Egyre többen csatlakoztak hozzájuk. Az apostoli szegénységet hirdették és bűnbánatra szólították fel az embereket. Elítélték a feudális egyház fényűzését, a papság gazdagságát és mértéktelenségét. Méltatlannak találták a klérust arra, hogy közvetítő szerepet töltsön be Isten és az emberek között. Azt tanították, hogy a Biblia alapján minden papi közvetítés nélkül elérhető a tökéletes élet és az üdvösség. 
Apostoli életmódjuk külsőségekben is megnyilatkozott: szőrcsuhában és szandálban jártak, amiért szandálosoknak (insabbatátik) nevezték őket. Ők magukat lyoni szegényeknek nevezték. 
Nem tagadták meg radikálisan a hagyományos hitüket, mindössze azt mondták, hogy az üdvözüléshez nincs szükség az egyházra.
A pápai (és világi) tekintély helyett a Biblia tekintélyét ismerték el; az evangéliumi egyetemes papság elve alapján  elutasították az egyházi hierarchiát és a különálló klérust. 
A klérusra a nép közül sokan nehezteltek amiatt, hogy bár szerintük az egyház segítsége nélkül senki nem juthat a mennyországba, az egyházi vezetők némelyike láthatóan előnyt kovácsolt a helyzetéből, drága ruhákban és szép lovon parádézott, a hívők lelki gondozását pedig a plébánosra bízta.
Az egyház dogmáival szemben nem állítottak fel új hittételeket. Nézetük szerint nem a hittételek a fontosak, hanem a gyakorlati élet. Azt akarták, hogy az egyház térjen vissza a gyökerekhez, Krisztus és az apostolok által mutatott példához.
Nemzeti nyelvű Bibliát használtak. Amikor az apologéták megpróbálták jobb belátásra bírni őket és a Szentírást idézték, ők is Bibliaidézetekkel vágtak vissza.

### Üldöztetésük
A lyoni érsek, Jean de Bellesmains betiltotta ezt új apostoloskodást, mert "világiak a Szentírást nem magyarázhatják". Az 1179. évi III. lateráni zsinat a katharokkal együtt elítélte Valdès mozgalmát is, 1184-ben pedig a veronai zsinaton III. Lucius pápa eretnekségnek nyilvánította a valdens tanokat és kiközösítette őket. Ettől kezdve egyre közeledtek a katharokhoz, elvetették az egyházi hierarchiát, a szentségeket, a purgatóriumot, a halottakért mondott imát, a búcsút, a tizedet, a szentek tiszteletét és megtagadták a fegyverfogást. A szentségek közül csak kettőt, a keresztséget és az eucharisztiát tartották meg.
Részlet Guido Bernát dominikánus inkvizítor Practica inquisitionis (Az inkvizíció kézikönyve) című művéből (14. század eleje):
"Valdesius mindkét nemből sok követőre talált... tanítványok gyanánt szétküldte (őket) prédikálni... férfiak és nők egyaránt hirdették az igét a nyílt utcán, de még a templomokban is.
Amikor a lyoni érsek megtiltotta ezt nekik, azt felelték, inkább engedelmeskednek Istennek, mint embereknek. Márpedig Isten azt parancsolta nekik, legyenek apostolok és hirdessék az evangéliumot minden teremtménynek. A főpapságot és a papságot megvetették azért, mert bőségben és világi örömökben élnek. Mindezért az egyházból kitaszították, Lyon városából pedig kiűzték őket. Így aztán szétszóródtak Provence-ban és Lombardiának szomszédos és határos részein. Minthogy az egyházból kitagadták őket, más eretnekekkel keveredtek el... 
A valdenseknek van felettesük (superior), akit maguk fölé helyeznek, és majoralisuknak hívnak. Ennek mindannyian engedelmességgel tartoznak, miként valamennyi katolikus engedelmeskedik a pápának.
Akiket felvettek ebbe az általuk testvériségnek (fraternitas) hívott gyülekezetbe, s akik megfogadták, hogy engedelmeskednek felsőbbségüknek és megtartják az evangéliumi szegénységet, azok attól kezdve kötelesek szűzi életet élni és többé tulajdonnal nem rendelkezhetnek; el kell adniuk mindenüket, amijük csak van, s a befolyt pénzt le kell tenniük a közösség kezébe. Ezentúl már csak azokból az alamizsnákból élnek, amelyeket nekik a hívők és a cselekedeteikkel egyetértők adnak... 
A mozgalom – annak ellenére hogy megtiltották nekik a prédikálást és kiközösítették őket – rohamosan terjedt a városokban és a falvakban is. Követőik közül sokan a kor középosztályából származtak. Kereskedők voltak vagy valamilyen mesterséget műveltek, és a Bibliában foglaltakat önállóan olvasva is megértették.
A szétzavart "societas Valdesiana" tagjainak nagy része aztán Spanyolországba, Németalföldre és Németországba került. Vald Péter Itáliába ment, majd Csehországban halt meg a 13. sz. elején.
Spanyolországban II. Péter aragóniai király 1197-ben megégetéssel fenyegette meg mindazokat, akik hozzájuk mernek csatlakozni. Itáliában és Németországban II. Frigyes császár járt el kérlelhetetlen szigorúsággal ellenük.

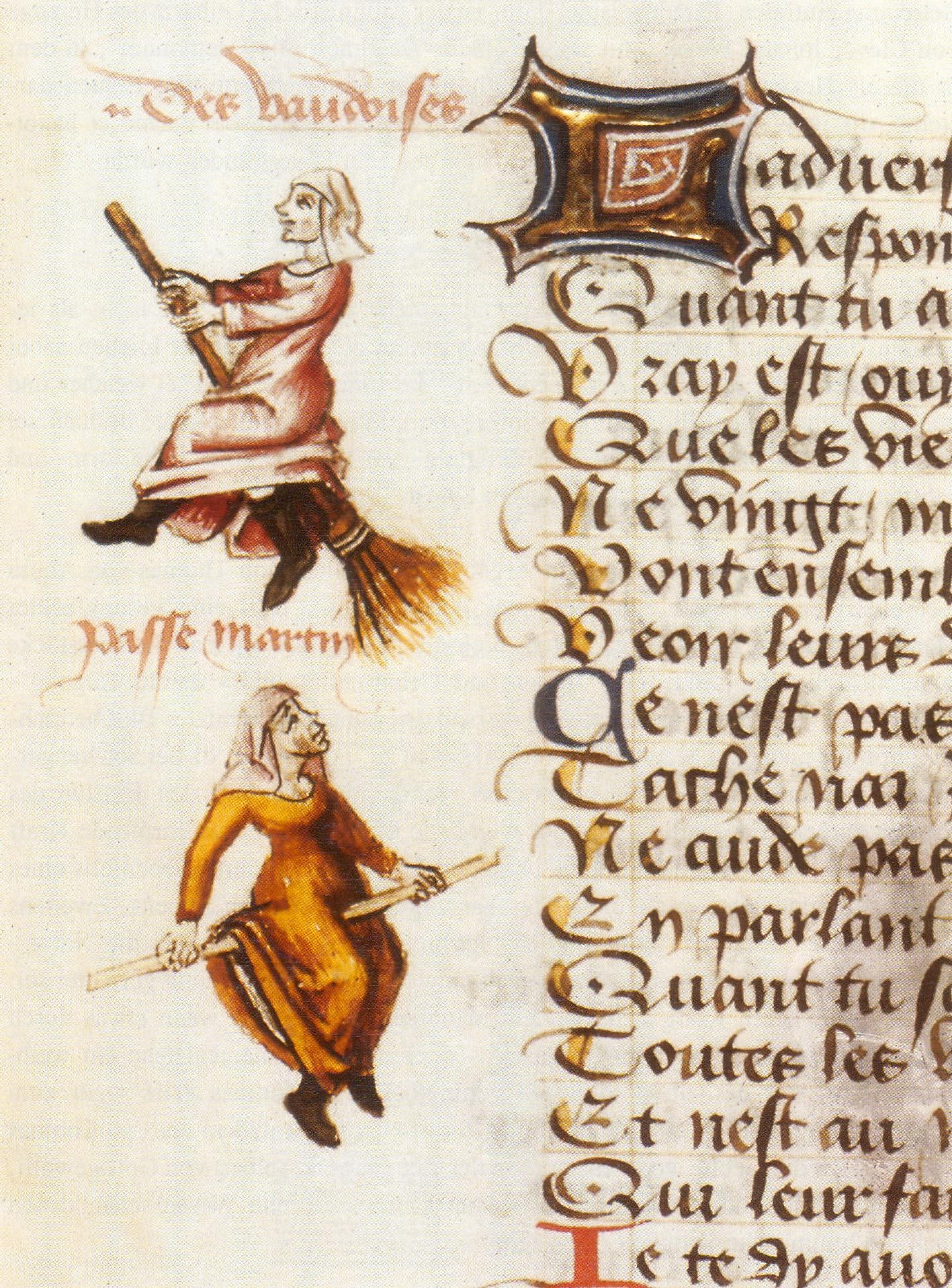
Martin le Franc pápai főjegyző 1451-es Le champion des dames (Az asszonyok bajnoka) című műve a valdenseket mint boszorkányokat ábrázolja

A vándor apostolok mégis nagy hatást tettek a népre, a mindenütt mozgó ellenzék közepette. Dél-Franciaországban, Albiga kerületben tömörült az ellenzék. Lombardiában csatlakozott hozzájuk a milánói posztószövők jámbor testvérülete.  Piemont völgyeibe Valdo követői 1209-ben hatoltak be.
Közben III. Ince pápa keresztes háborút indított 1209-ben a kathar "eretnekek" ellen. Ez az 1209 és 1229 között Simon de Montfort vezetésével zajló, albigens háborúk néven ismert húsz évig tartó irtóhadjárat Provence-t pusztulásba döntötte. A hitnyomozó törvényszék (inkvizíció) ezt követő felállítása és működése sem volt azonban elegendő az eretnekség felszámolására, a 13. században szinte egész Európában elterjedtek és követőkre találtak a valdens tanok.
1220-ban II. Frigyes elrendelte hogy az eretnekek vagyona elkobozandó, és az a földesúr, aki alattvalói ellen kellő szigorral el nem jár, megfosztandó birtokától. 1224-ben a lombardiai eretnekekre kimondta, hogy megégetendők és ha nyomorult életüknek mégis megkegyelmeznének, akkor a nyelvük tépendő ki azért, mert az egyház hite ellen mertek támadni. 1232-ben Németországban szabályozta az eretnekek elleni eljárást. Aki megtért, az örök börtönbüntetésben részesült, aki az eretnekségben maradt, az halállal volt büntetendő. Hasonló büntetés érte itt is az eretnekek pártfogóit is. A máglyahalál, mint általános büntetés bekerült a 13. században összeállított Sachsenspiegel-be. 

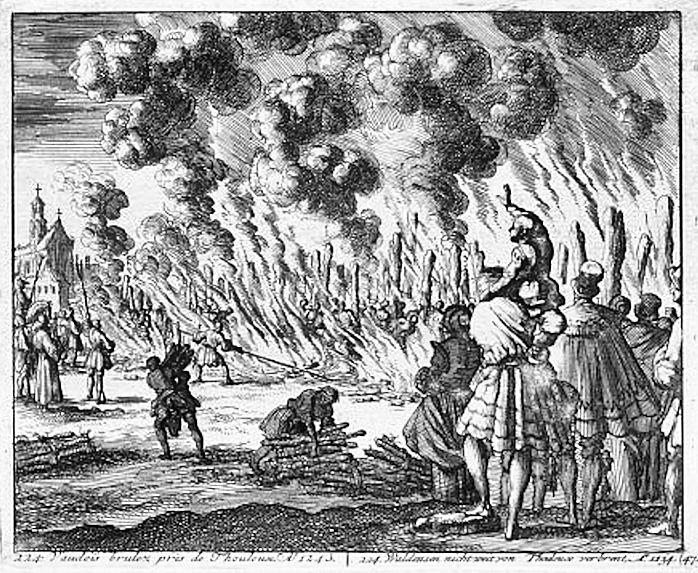
A valdensek megégetése. 17. századi véset

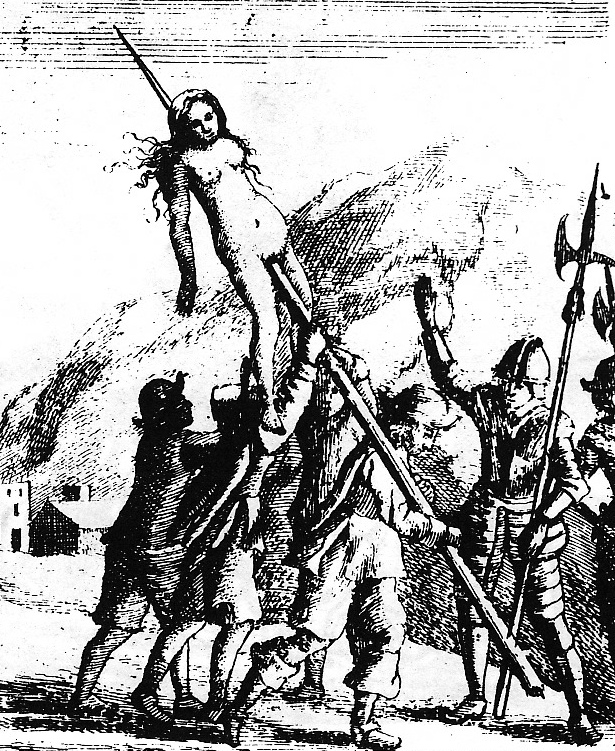
Az 1655-ös vérengzés egy korabeli képe

Az üldözések azonban csak szétszórták őket, számukat nem apasztották. Észak felé egész a Balti-tengerig tűntek fel. A 14. században nálunk is akadtak követőik: Kőszegen, Sopron környékén, Budán és Erdélyben – mindenhol a német telepítések nyomán. Csehországban a huszita mozgalomhoz csatlakoztak, Németországban az anabaptista mozgalmat készítették elő. 
VIII. Ince pápa 1487-ben bullában hirdetett keresztes hadjáratot ellenük, bűnbocsánatot és a valdensek vagyonát ígérve az erre vállalkozóknak. Lombardiából és egyes hegyi völgyekből ki is űzték őket, Piemontban azonban szilárdan tartották magukat. A kivándoroltak az üldözés hullámainak lecsendesülése után megint vissza-visszatértek hazájukba. 
A valdensek hosszú ideig kegyetlen üldözéseket szenvedtek, majd 1498-ban II. Károly szavojai herceg az olasz oldalon, XII. Lajos francia király 1501-ben a francia oldalon vetettek véget a zaklatásoknak. A genfi reformációt üdvözölték, és Pierre Olivétan , Guillaume Farel valamint Kálvin János hatására, a református hitrendszert fogadták el. Az ő részükre készítette Olivétan a legelső francia református bibliafordítást 1535-ben.
A 17. században XIV. Lajos fellépése ismét üldöztetést hozott rájuk. Lajos kényszerítette a vele szövetséges II. Károly Emánuel savoyai herceget, hogy ő is üldözze ki Piemont völgyeiből békés valdens alattvalóit. 1655 tavaszán 15 ezer zsoldos vonult a völgyekbe, ahol aztán vérfürdőt rendeztek. ("piemonti húsvét" () Az eseményről John Milton angol költő szonettet írt:
"Uram, bosszuld meg szentjeid, kiket az Alpesek haván kardélre hánytak; 
torold meg mind a vértanút, ahány csak harcolva melletted vallott hitet.
Nyögésükre maradhat-é süket a fül? – Szelíd nyáját az ős karámnak
szétszórta a piemonti vadállat: zúdult le nő s gyerek – hörgésüket
a völgy a szirtre dobta, az pedig tovább az égre – ennyi vért se látott
Itália, hol még pöffeszkedik a zsarnok – ám a drága vértől ázott
mező szabadságot terem meg itt s megtörik rajt a babiloni átok." 
Henri Arnaud lelkész vezérlete alatt mintegy 3000 valdens bujdosott ki svájci és német területekre, az otthon rekedteket felmorzsolta a nyomor, ínség és üldöztetés. Politikai fordulat következtében Szavoja hercege Németországgal kötött új szövetséget. Ekkor Arnaud 1689 augusztusában nagy nehézségek közepette visszavezette völgyi őshazájukba a korábban elbujdosott valdenseket, akik aztán békét nyertek.

### Vallásszabadság
A 19. században az alkotmányos és egységes Olaszország megalakulásakor II. Viktor Emánuel és I. Umbertó királyok alatt teljes vallásszabadságot nyertek és egész Olaszország megnyílt missziói tevékenységük előtt. Firenzébe helyezték át jeles teológiai főiskolájukat. Torino, Velence, Nápoly és 1870 óta Róma is megnyílt előttük, ahol templomokat építettek.

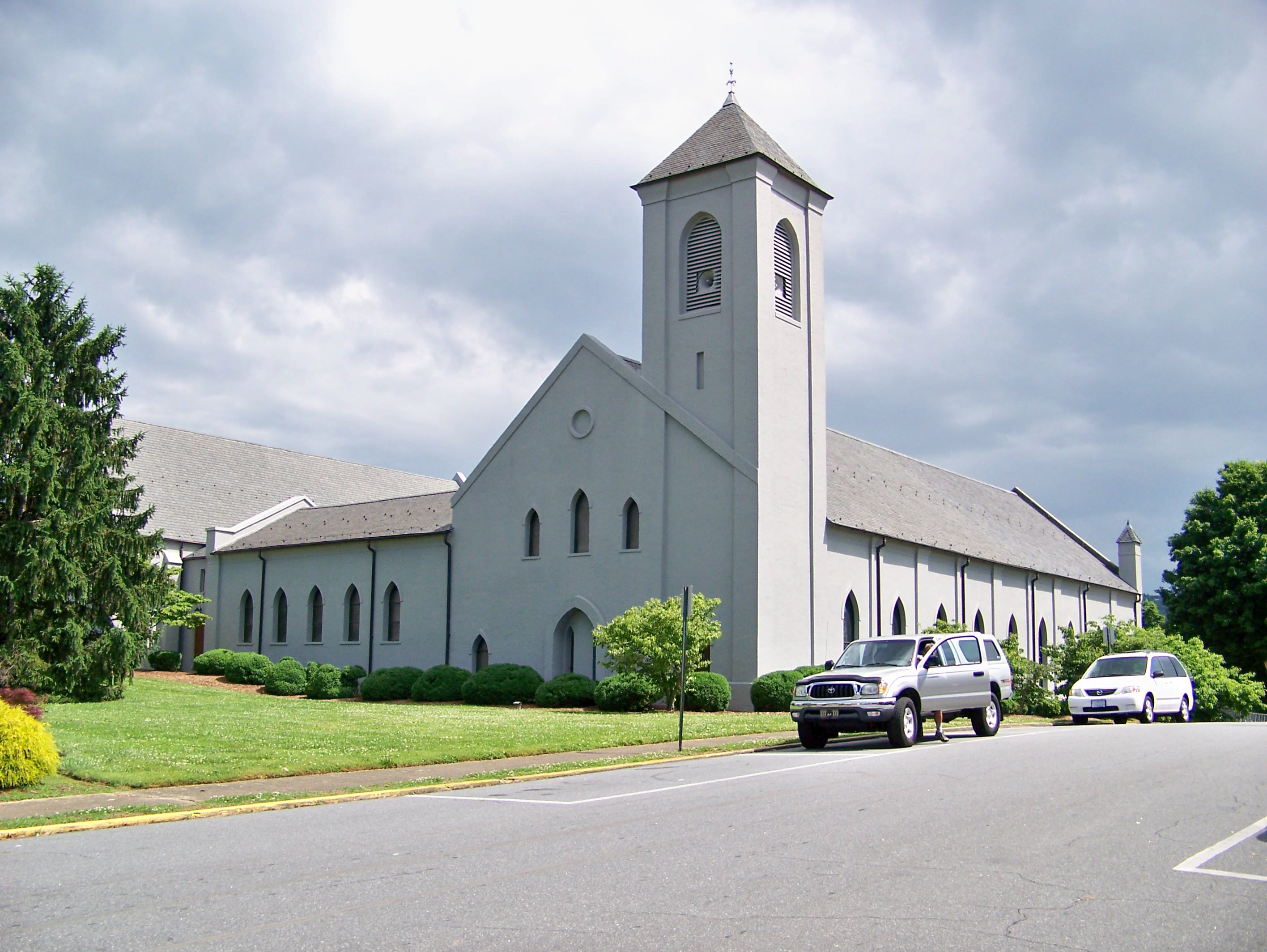
Valdensi presbiteriánus templom (Waldensian Presbyterian Church) Valdese-ben (Észak-Karolina)

A 19. sz. végén az ősi völgyekben (La Tour központtal) 15, azon kívül az olasz területen 41 egyházközségük és 34 missziói állomásuk volt. Vallásos és hazafias lelkesedéssel ünnepelték meg 1889-ben „dicsőséges hazatérésük” 200. évfordulóját, a külföldi hitrokonok képviselőit is fogadva. Magyarországról a Tiszántúli Református Egyházkerület intézett hozzájuk testvéri üdvözlő levelet.
Néhány csoport Franciaország déli részére, illetve Észak- és Dél-Amerikába emigrált. Öt gyülekezetük van Uruguayban és kettő Argentínában. Az Egyesült Államokban három telepet hoztak létre: Wolfe Ridge (Texas); Valdese (Észak-Karolina); és Monett (Missouri).
A német területekre kivándorolt közösségek elhagyták eredeti nyelvüket és gyengült kapcsolatuk az egyházukkal. Württembergben 1823-ban a lutheránus egyházhoz csatlakoztak.

## Hatásuk Magyarországon
„Hazánkban a reformáció előkészítői között Vald Péter és Husz János prágai egyetemi tanár mozgalmának volt a legnagyobb hatása. Mind a valdensek, mind a husziták az üldözések elől menekülve jutottak el magyar földre. Vald követői délről és nyugatról a XI-XII. században, Husz János mozgalmának tagjai Csehország felől. Tanításuk népünk elesett állapotában hamar befogadásra talált.”